# Hijo de la luna
Hijo de la luna è un brano musicale inciso nel 1986 dal gruppo spagnolo dei Mecano e pubblicato come singolo nel 1987/1988 estratto dall'album Entre el cielo y el suelo. Autore del brano è José María Cano.

## Descrizione
Il singolo fu prodotto dai tre componenti del gruppo, José María Cano, Nacho Cano e Ana Torroja, e uscì su etichetta discografica Ariola.
Del brano è stata incisa dagli stessi Mecano anche una versione in italiano intitolata Figlio della luna.
Altri artisti hanno in seguito inciso una cover del brano. Tra le versioni di maggiore successo, figura quella incisa nel 1998 dalla cantante olandese Loona.

## Testo
Una donna rom invoca la luna affinché la aiuti a sposare l'uomo che ama, che però appartiene alla tribù dei Kalé: secondo le leggi rom il matrimonio tra membri di tribù differenti è proibito. La luna acconsente, ma chiede in cambio di avere il loro primogenito, poiché chi è disposta ad accettare un patto così scellerato non è degna di amare il proprio figlio. La gitana accetta l'accordo, riuscendo così a conquistare l’uomo che ama e rimanere incinta.
Per effetto dell'incantesimo della Luna, quando il bambino nasce ha la pelle bianchissima e gli occhi grigi benché l’uomo kalé sia “color cannella”; credendo di essere stato tradito pugnala a morte la donna e abbandona il bambino su un monte. Da quel momento, se il bambino dorme sereno, la luna è contenta e diviene piena; se invece piange, cala per fargli da culla. Questa leggenda spiega le fasi lunari.
La versione italiana del testo (Figlio della Luna) presenta alcuni elementi lievemente diversi: entrambi i protagonisti sono infatti gitani, e la donna chiede aiuto alla luna per riconquistarlo dopo che lui l'ha lasciata a causa di un'infedeltà (la stessa per la quale crederà il figlio non suo). Nel ritornello, inoltre, la donna chiede alla Luna "Dimmi, luna d'argento/come lo cullerai/se le braccia non hai?", giustificando così la forma che l'astro assume per cullare il bambino. La stessa cosa accade nella versione francese Dis-moi, lune d'argent.

## Albinismo
La legenda sembra alludere abbastanza chiaramente al fenomeno dell'albinismo che nelle società antiche e tribali e ancora oggi causa problemi di discriminazione come ad esempio in Africa, dove il fenomeno è più accentuato; fonte di superstizioni è possibile ipotizzare che nella legenda sia incluso anche una "spiegazione" mitica del raro fenomeno genetico: il bambino albino sarebbe dunque frutto di tradimento o comunque di forze superiori, come in questo caso quelle del corpo celeste lunare. Tale meccanismo si inserisce facilmente nel noto fenomeno del capro-espiatorio di tipo girardiano.

## Tracce
7"
1. Hijo de la luna – 4:21 (José María Cano)
2. Mujer contra mujer – 4:06

CD
1. Hijo de la luna (José María Cano)
2. Por la cara
3. El cine

## Classifiche
| Classifica       | Posizione massima | Nr. di settimane |
| ---------------- | ----------------- | ---------------- |
| Belgio (Fiandre) | 18                | 10               |
| Francia          | 6                 | 25               |
| Germania         | 45                | 17               |
| Paesi Bassi      | 5                 | 15               |

## Cover
Tra gli artisti che hanno inciso una cover del brano, figurano (in ordine alfabetico):
- Miguel Bosé
- Sarah Brightman (2000)
- Montserrat Caballé (1994)
- Arielle Dombasle (2011)
- Severine Doré (2003; versione in olandese intitolata Kinderen van de Noorderzon, con testo scritto da Alain Vande Putte)[4]
- Martin Ermen
- Haggard
- Manfred Honetschläger
- Katra (2008) (versione in finlandese intitolata Kuunpoika)
- Vicky Léandros
- Loona (1998)
- Lyriel (2006)
- Marquess
- Mors Principium Est
- Alma Nieto (versione in spagnolo e versione in inglese intitolata Come In from the Cold)[3]
- PelleK
- Belle Pérez feat. Voice Male (2003)
- María Dolores Pradera
- Psy 4 De La Rime feat. Ana Torroja (versione in francese intitolata Enfants de la lune)[3]
- Deborah Sasson
- Marilena Solomou (2000)
- Theatres des Vampires (2011)
- Ana Torroja
- Les Voix Basques (2014)
- Young Romance Orchestra

### La cover di Loona
Una cover del brano fu pubblicata nel 1998 dalla cantante olandese Loona.
Il singolo uscì su CD maxi prodotto da DJ Sammy e pubblicato su etichetta Urban.
Il disco raggiunse il primo posto delle classifiche in Germania, il secondo in Svizzera e il terzo in Austria.

#### Tracce
CD maxi
1. Hijo de la luna (Sentimiento-Version) – 4:08
2. Hijo de la luna (Radio-Remix-Version)
3. Another Christmas Without You – 4:11
4. Hijo de la luna (Instrumental Version) – 4:15
5. Hijo de la luna (Flip-MJC-Accapella-Version) – 3:20

#### Classifiche
| Classifica  | Posizione massima | Nr. di settimane |
| ----------- | ----------------- | ---------------- |
| Austria     | 3                 | 13               |
| Germania    | 1                 | 17               |
| Paesi Bassi | 21                | 14               |
| Svizzera    | 2                 | 17               |

### La cover di Belle Pérez
Un'altra cover fu incisa nel 2003 dalla cantante belga Belle Pérez assieme ai Voice Male.
Il singolo fu prodotto da Tom Salisbury e pubblicato su etichetta Princess.

#### Tracce
1. Belle Pérez – Hijo de la luna (feat. Voice Male) (Acapella versie) (José María Cano)
2. Belle Pérez – Hijo de la luna (Piano versie) (José María Cano)

#### Classifiche
| Classifica  | Posizione massima | Nr. di settimane |
| ----------- | ----------------- | ---------------- |
| Belgio      | 8                 | 18               |
| Paesi Bassi | 28                | 5                |
| Romania     | 54                | 6                |